# División de Honor Juvenil de España
La División de Honor Juvenil es la máxima categoría del sistema de ligas juveniles de España. Organizada por la Real Federación Española de Fútbol, cede el honor de proclamar al mejor equipo juvenil del país a la Copa de Campeones, a la que acceden los campeones y el mejor subcampeón de la División de Honor.
Nacida en 1990-91 como segunda categoría juvenil, no fue hasta la temporada 1995-96 cuando se convirtió en la primera categoría del fútbol juvenil en España, condición que mantiene desde entonces. Desde la temporada 2006-07 está formada por siete grupos territoriales conformados proximidad o facilidad de desplazamientos para evitar elevados costes en edad de formación.

## Sistema de competición
Toman parte en el campeonato 114 equipos repartidos, por criterios de proximidad geográfica, en seis grupos de 16 equipos cada uno y un grupo de 18 equipos. En la actualidad el reparto de grupos se realiza del siguiente modo.
| Grupo | Región                                                                       | Equipos | Descienden |
| ----- | ---------------------------------------------------------------------------- | ------- | ---------- |
| I     | Galicia Asturias Cantabria                                                   | 16      | 4          |
| II    | País Vasco La Rioja Navarra                                                  | 16      | 4          |
| III   | Aragón Cataluña Islas Baleares                                               | 16      | 4          |
| IV    | Andalucía Melilla Ceuta                                                      | 18      | 6          |
| V     | Castilla y León Comunidad de Madrid Extremadura                              | 16      | 4          |
| VI    | Islas Canarias                                                               | 16      | 4          |
| VII   | Comunidad de Madrid Castilla-La Mancha Comunidad Valenciana Región de Murcia | 16      | 4          |

La competición se disputa anualmente, empezando a principios de septiembre y terminando en el mes de abril del siguiente año. Siguiendo un sistema de liga, los equipos de cada grupo se enfrentan todos contra todos en dos ocasiones, en campo propio y contrario. El ganador de un partido obtiene tres puntos mientras que el perdedor no suma ninguno, y en caso de un empate entre dos equipos en un mismo partido, hay un punto para ambos. 
Al término de la temporada, el equipo que más puntos suma en cada grupo se proclama campeón de liga territorial, y se clasifica para disputar, junto con el subcampeón con más puntos de todos los grupos, una fase final denominada Copa de Campeones de División de Honor Juvenil, jugada bajo el sistema de eliminación directa.
Así mismo, los siete campeones y subcampeones de todos los grupos, junto con los dos terceros clasificados con más puntos de todos los grupos disputan, al finalizar la temporada, la Copa del Rey.
Por su parte, los cuatro últimos clasificados de cada grupo son descendidos a la Liga Nacional Juvenil y reemplazados por los ganadores de la promoción de ascenso de esta categoría.

### La categoría juvenil
El reglamento de la Real Federación Española de Fútbol establece que la licencia de futbolista juvenil corresponde a los que cumplan diecisiete años a partir del 1 de enero de la temporada de que se trate, hasta la finalización de la temporada en que cumplan los diecinueve.

## Historia
Para un completo resumen histórico de las categorías juveniles véase Sistema de ligas juveniles de España.
En la temporada 1990-91 la máxima categoría juvenil conocida como Liga de Honor Sub-19 o Superliga, pasó a sufrir una reestructuración en la que se añadió como segunda categoría la División de Honor. Esta se unió a las ya existentes de Liga de Honor —ya citada— y a la Liga Nacional, pasando a estar constituida por seis grupos territoriales.
Las exigencias económicas que suponía la disputa de la Liga de Honor sub-19 provocó, a mediados de los años 1990, a la retirada de varios de los principales clubes, como el Real Madrid C. F. o el R. C. D. Español. Ante esta situación, la temporada 1995-96 la Real Federación Española de Fútbol (RFEF) llevó a cabo una importante reestructuración: se eliminó la Liga sub-19, de modo que la División de Honor, que hasta entonces era la segunda división, se convirtió en la máxima categoría. Al estar la División de Honor dividida en seis grupos, se estableció que los campeones de cada liga disputasen una fase final en terreno neutral, bautizada como Copa de Campeones, para determinar al campeón nacional.
La temporada 2006-07 se amplió de seis a siete grupos, creando un grupo propio para los clubes de la Comunidad Valenciana, ampliándose también la Copa de Campeones a siete participantes, antes de que en 2011 se reestructurase para albergar a un octavo participante, el subcampeón de la División de Honor con más puntos. Desde entonces se juega a sistema de eliminatorias directas, reemplazando las liguillas disputadas anteriormente.

### Sistema de ligas juveniles
| Años              | 1.ª categoría                  | 2.ª categoría                  | 3.ª categoría                  |
| ----------------- | ------------------------------ | ------------------------------ | ------------------------------ |
| 1967 - 1968       | C. Juveniles Primera Categoría | C. Juveniles Segunda Categoría | C. Juveniles Tercera Categoría |
| 1968 - 1969       | Primera División Juvenil       | Segunda División Juvenil       | Tercera División Juvenil       |
| 1976 - 1986       | Liga Nacional Juvenil          | —                              | —                              |
| 1986 - 1990       | Superliga Juvenil              | Liga Nacional Juvenil          | —                              |
| 1990 - 1995       | Liga de Honor sub-19           | División de Honor Juvenil      | Liga Nacional Juvenil          |
| 1995 - 2007       | División de Honor Juvenil      | Liga Nacional Juvenil          | —                              |
| 2007 - Actualidad | División de Honor Juvenil      | Liga Nacional Juvenil          | Liga Juvenil Preferente        |

## Historial

### Como segunda categoría
La División de Honor fue inicialmente, y hasta la temporada 1994-95, la segunda categoría de la liga española de fútbol juvenil, por debajo de la Liga de Honor Sub-19 o Superliga Juvenil.
| Temporada | Grupo I             | Grupo II      | Grupo III       | Grupo IV            | Grupo V             | Grupo VI           | Grupo VII        |
| --------- | ------------------- | ------------- | --------------- | ------------------- | ------------------- | ------------------ | ---------------- |
| 1990-91   | Sporting de Gijón   | Real Sociedad | F. C. Barcelona | Valencia C. F.      | Real Madrid C. F.   | Atlético Malagueño | U. D. Las Palmas |
| 1991-92   | R. C. Celta de Vigo | Athletic Club | C. A. Osasuna   | Valencia C. F.      | Real Madrid C. F.   | Coria C. F.        | U. D. Las Palmas |
| 1992-93   | Sporting de Gijón   | Real Sociedad | F. C. Barcelona | Valencia C. F.      | Real Betis Balompié | Real Madrid C. F.  | C. D. Tenerife   |
| 1993-94   | Sporting de Gijón   | Athletic Club | F. C. Barcelona | Real Betis Balompié | Real Madrid C. F.   | U. D. Las Palmas   | Grupo extinto    |
| 1994-95   | Racing de Santander | C. A. Osasuna | F. C. Barcelona | Sevilla F. C.       | Real Madrid C. F.   | C. D. Tenerife     | Grupo extinto    |

### Como primera categoría
Desde la temporada 1995-96, con la supresión de la División de Honor Sub-19, la División de Honor es la máxima categoría de la liga española de fútbol juvenil, teniendo a su campeón absoluto en la Copa de Campeones, resaltados en color los clubes vencedores y subcampeones de la misma.
| Temporada | Grupo I               | Grupo II        | Grupo III        | Grupo IV            | Grupo V            | Grupo VI         | Grupo VII          |
| --------- | --------------------- | --------------- | ---------------- | ------------------- | ------------------ | ---------------- | ------------------ |
| 1995-96   | R. C. D. La Coruña    | Athletic Club   | Valencia C. F.   | Sevilla F. C.       | Real Madrid C. F.  | C. D. Tenerife   | Grupo inexistente  |
| 1996-97   | R. C. Celta de Vigo   | Real Sociedad   | R. C. D. Español | Sevilla F. C.       | Real Madrid C. F.  | U. D. Las Palmas | Grupo inexistente  |
| 1997-98   | Real Oviedo           | Real Sociedad   | Valencia C. F.   | Sevilla F. C.       | Real Madrid C. F.  | U. D. Las Palmas | Grupo inexistente  |
| 1998-99   | Real Valladolid C. F. | Real Sociedad   | R. C. D. Español | Sevilla F. C.       | Hércules C. F.     | C. D. Tenerife   | Grupo inexistente  |
| 1999-00   | Real Valladolid C. F. | Real Zaragoza   | F. C. Barcelona  | Sevilla F. C.       | Real Madrid C. F.  | U. D. Las Palmas | Grupo inexistente  |
| 2000-01   | Real Valladolid C. F. | C. A. Osasuna   | F. C. Barcelona  | Gimnasio Goyu-Ryu   | Atlético de Madrid | U. D. Las Palmas | Grupo inexistente  |
| 2001-02   | R. C. Celta de Vigo   | Real Zaragoza   | R. C. D. Español | Real Betis Balompié | Atlético de Madrid | C. D. Tenerife   | Grupo inexistente  |
| 2002-03   | U. D. Salamanca       | Athletic Club   | R. C. D. Español | Málaga C. F.        | Atlético de Madrid | C. D. Tenerife   | Grupo inexistente  |
| 2003-04   | Sporting de Gijón     | Athletic Club   | R. C. D. Español | Sevilla F. C.       | Real Madrid C. F.  | U. D. Las Palmas | Grupo inexistente  |
| 2004-05   | Sporting de Gijón     | C. A. Osasuna   | F. C. Barcelona  | Sevilla F. C.       | Atlético de Madrid | U. D. Las Palmas | Grupo inexistente  |
| 2005-06   | Real Valladolid C. F. | Real Zaragoza   | F. C. Barcelona  | Real Betis Balompié | Real Madrid C. F.  | U. D. Las Palmas | Grupo inexistente  |
| 2006-07   | R. C. Celta de Vigo   | Antiguoko K. E. | R. C. D. Español | Málaga C. F.        | Real Madrid C. F.  | U. D. Las Palmas | Valencia C. F.     |
| 2007-08   | R. C. D. La Coruña    | Real Sociedad   | R. C. D. Español | Sevilla F. C.       | Rayo Vallecano     | U. D. Las Palmas | Villarreal C. F.   |
| 2008-09   | R. C. Celta de Vigo   | Athletic Club   | F. C. Barcelona  | Sevilla F. C.       | Atlético de Madrid | C. D. Tenerife   | Villarreal C. F.   |
| 2009-10   | R. C. D. La Coruña    | Athletic Club   | F. C. Barcelona  | Real Betis Balompié | Real Madrid C. F.  | U. D. Las Palmas | Valencia C. F.     |
| 2010-11   | Racing Santander      | Athletic Club   | F. C. Barcelona  | Sevilla F. C.       | Real Madrid C. F.  | U. D. Las Palmas | Villarreal C. F.   |
| 2011-12   | Sporting de Gijón     | Real Sociedad   | R. C. D. Español | Sevilla F. C.       | Atlético de Madrid | U. D. Las Palmas | Valencia C. F.     |
| 2012-13   | R. C. Celta de Vigo   | Athletic Club   | F. C. Barcelona  | Sevilla F. C.       | Real Madrid C. F.  | U. D. Las Palmas | Villarreal C. F.   |
| 2013-14   | Racing Santander      | Real Sociedad   | F. C. Barcelona  | Málaga C. F.        | Real Madrid C. F.  | U. D. Las Palmas | Valencia C. F.     |
| 2014-15   | R. C. Celta de Vigo   | Real Sociedad   | R. C. D. Español | Málaga C. F.        | Rayo Vallecano     | U. D. Las Palmas | Villarreal C. F.   |
| 2015-16   | Racing Santander      | Athletic Club   | R. C. D. Español | Sevilla F. C.       | Atlético de Madrid | U. D. Las Palmas | Villarreal C. F.   |
| 2016-17   | R. C. Celta de Vigo   | C. A. Osasuna   | F. C. Barcelona  | Málaga C. F.        | Real Madrid C. F.  | U. D. Las Palmas | Villarreal C. F.   |
| 2017-18   | Sporting de Gijón     | Athletic Club   | F. C. Barcelona  | Málaga C. F.        | Atlético de Madrid | U. D. Las Palmas | Atlético Madrileño |
| 2018-19   | R. C. Celta de Vigo   | CD Numancia     | Real Zaragoza    | Sevilla F. C.       | Atlético de Madrid | C. D. Tenerife   | Villarreal C. F.   |
| 2019-20   | R. C. Celta de Vigo   | Athletic Club   | F. C. Barcelona  | Sevilla F. C.       | Real Madrid C. F.  | U. D. Las Palmas | Villarreal C. F.   |
| 2020-21   | R. C. D. La Coruña    | Athletic Club   | F. C. Barcelona  | Málaga C. F.        | Atlético de Madrid | U. D. Las Palmas | Levante U. D.      |
| 2021-22   | R. C. Celta de Vigo   | Athletic Club   | F. C. Barcelona  | Real Betis Balompié | Atlético de Madrid | U. D. Las Palmas | Valencia C. F.     |
| 2022-23   | R. C. Celta de Vigo   | Athletic Club   | F. C. Barcelona  | Real Betis Balompié | Real Madrid C. F.  | U. D. Las Palmas | Valencia C. F.     |
| 2023-24   | R. C. D. La Coruña    | Athletic Club   | RCD Mallorca     | Sevilla F.C.        | Atlético de Madrid | U. D. Las Palmas | Levante U. D.      |
| 2024-25   | R. C. D. La Coruña    | Athletic Club   | F. C. Barcelona  | Real Betis Balompié | Real Madrid C. F.  | U. D. Las Palmas | Valencia C. F.     |

## Palmarés
| Equipo                           | Títulos | Subc. | Último campeonato | Grupo     |
| -------------------------------- | ------- | ----- | ----------------- | --------- |
| Unión Deportiva Las Palmas       | 27      | ?     | 2024-25           | Grupo VI  |
| Real Madrid Club de Fútbol       | 20      | ?     | 2024-25           | Grupo V   |
| Fútbol Club Barcelona            | 20      | ?     | 2024-25           | Grupo III |
| Sevilla Fútbol Club              | 17      | ?     | 2023-24           | Grupo IV  |
| Athletic Club                    | 17      | ?     | 2024-25           | Grupo II  |
| Real Club Celta de Vigo          | 12      | ?     | 2022-23           | Grupo I   |
| Club Atlético de Madrid          | 12      | ?     | 2023-24           | Grupo V   |
| Valencia Club de Fútbol          | 12      | ?     | 2024-25           | Grupo VII |
| Real Club Deportivo Español      | 10      | ?     | 2015-16           | Grupo III |
| Real Sociedad de Fútbol          | 9       | ?     | 2014-15           | Grupo II  |
| Villarreal Club de Fútbol        | 9       | ?     | 2019-20           | Grupo VII |
| Club Deportivo Tenerife          | 8       | ?     | 2018-19           | Grupo VI  |
| Real Betis Balompié              | 8       | ?     | 2024-25           | Grupo IV  |
| Real Sporting de Gijón           | 7       | ?     | 2017-18           | Grupo I   |
| Málaga Club de Fútbol            | 7       | ?     | 2020-21           | Grupo IV  |
| Real Club Deportivo de La Coruña | 6       | ?     | 2024-25           | Grupo I   |
| Club Atlético Osasuna            | 5       | ?     | 2016-17           | Grupo II  |
| Real Valladolid Club de Fútbol   | 4       | ?     | 2005-06           | Grupo V   |
| Real Racing Club de Santander    | 4       | ?     | 2015-16           | Grupo I   |
| Real Zaragoza                    | 4       | ?     | 2018-19           | Grupo III |
| Rayo Vallecano de Madrid         | 2       | ?     | 2014-15           | Grupo V   |
| Levante Unión Deportiva          | 2       | ?     | 2023-24           | Grupo VII |
| Atlético Malagueño               | 1       | ?     | 1990-91           | Grupo IV  |
| Coria Club de Fútbol             | 1       | ?     | 1991-92           | Grupo IV  |
| Real Oviedo                      | 1       | ?     | 1997-98           | Grupo I   |
| Hércules Club de Fútbol          | 1       | ?     | 1998-99           | Grupo VII |
| Gimnasio Goyu-Ryu                | 1       | ?     | 2000-01           | Grupo IV  |
| Unión Deportiva Salamanca        | 1       | ?     | 2002-03           | Grupo V   |
| Antiguoko Kirol Elkartea         | 1       | ?     | 2006-07           | Grupo II  |
| Club Atlético Madrileño          | 1       | ?     | 2017-18           | Grupo VII |
| Club Deportivo Numancia          | 1       | ?     | 2018-19           | Grupo II  |
| RCD Mallorca                     | 1       | ?     | 2023-24           | Grupo III |